# Мостиська міська територіальна громада
Мостиська міська громада — територіальна громада в Україні, в Яворівському районі Львівської області. Адміністративний центр — місто Мостиська.
Утворена в 2016 році шляхом об'єднання Мостиської міської та Арламівськоволянської, Берегівської, Годинівської, Крисовицької, Липниківської, Пнікутської, Підлісківської, Раденицької, Стоянцівської та Твіржанської сільських рад.
Населення — 32483 особи, площа — 444,2 км2.

## Населені пункти
До складу громади входить 1 місто (Мостиська) та 62 села:
- Арламівська Воля
- Берегове
- Буховичі
- Вишенька
- Воля-Садківська
- Вуйковичі
- Годині
- Гостинцеве
- Добощівка
- Дубинки
- Завада
- Завадів
- Заверхи
- Зав'язанці
- Загорби
- Заріччя
- Качмарі
- Княгиничі
- Колодка
- Королин
- Корчунок
- Костильники
- Крив'яки
- Крисовичі
- Кропильники
- Крукеничі
- Липники
- Мазури
- Максимці
- Малнів
- Малнівська Воля
- Мартини
- Мелешки
- Мистичі
- Нагірне
- Ніговичі
- Острожець
- Петики
- Пихи
- Підгать
- Підліски
- Пісок
- Пнікут
- Раденичі
- Рожаки
- Санники
- Слабаш
- Соколя
- Солтиси
- Старява
- Стоянці
- Стрілецьке
- Судковичі
- Твіржа
- Топільниця
- Хатки
- Хлиплі
- Хоросниця
- Черневе
- Чижевичі
- Чишки
- Ятвяги

## Керівництво
Головою Мостиської міської громади є Пельц Мирослава